# GECA
GECA (Gabinete de Estudios de Comunicación Audiovisual) es una empresa española de investigación audiovisual e, inicialmente, de desarrollo de formatos fundada en 1993. Forma parte del Grupo Globomedia.

## Historia
En 1993 nace GECA, la primera consultora española especializada en televisión. En sus comienzos, creó formatos de entretenimiento como El rompecabezotas y series de ficción como Médico de familia o Menudo es mi padre, que fueron producidas por Globomedia. Desarrolló estos trabajos bajo distintas marcas, como Max TV, GECA Formatos o Factoría de Ficción. Al mismo tiempo, impulsó un equipo de guionistas que permitió introducir en España procesos industriales en la creación y desarrollo de programas.
En 1995 se integra con Globomedia en el Grupo Árbol, tras lo cual se desprende de su parte de creación de formatos y guiones para centrarse en su actividad consultora y de investigación, desarrollando numerosos recursos como: 
- Link TV, herramienta de análisis de audiencias y programación de la televisión, accesible a través de Internet. Tiene una fuerte implantación internacional: además de en España, está presente en Italia, Brasil, Colombia, Ecuador y Venezuela.
- Teleformat, observatorio de formatos y tendencias de televisión internacionales, creado en España. Posee una red de corresponsales que abarca los cinco continentes.
- El Anuario de la Televisión, un exhaustivo informe anual sobre las cadenas de televisión, productoras y estrategias de programación, así como un directorio con las direcciones y equipos directivos de la mayoría de las empresas del sector. Durante el período de su publicación (1996-2007), fue el libro de referencia del sector audiovisual español.[2][3][4][5]
- Estudio de Imagen GECA, un barómetro que estudia la imagen de las personalidades, programas y cadenas de televisión españolas a partir de macroencuestas anuales.[6][7]

Entre 1997 y 2003 entregó anualmente los Premios Récord de Audiencia, también conocidos como Premios GECA, a los programas con mayores índices de audiencia de cada temporada y de cada cadena.
A lo largo de su trayectoria, GECA ha prestado servicios de consultoría audiovisual a productoras y operadores televisivos de España (Antena 3), Portugal (SIC), Colombia (Canal Caracol), Venezuela (Radio Caracas Televisión), Ecuador (Teleamazonas), Italia, Brasil y México.

## Actividad social
Desde mayo de 2011, GECA organiza periódicamente un curso-taller de minutado en televisión para personas con discapacidad, patrocinado por la Fundación Globomedia, que cuenta hasta la fecha con ocho ediciones.